# 47e cérémonie des Saturn Awards
La 47e cérémonie des Saturn Awards, récompensant les films, séries télévisées et téléfilms sortis en 2021 et les professionnels s'étant distingués cette année-là, s'est déroulée le 25 octobre 2022.

## Palmarès
Les lauréats apparaissent en gras

### Cinéma
| Meilleur film tiré d'un comic Meilleur film de super-héros | Meilleur film de science-fiction |
| --- | --- |
| - Spider-Man: No Way Home - The Batman - Doctor Strange in the Multiverse of Madness - Shang-Chi et la Légende des Dix Anneaux - The Suicide Squad - Thor: Love and Thunder | - Nope - Les Crimes du futur - Dune - Free Guy - Godzilla vs Kong - Jurassic World : Le Monde d'après |
| Meilleur film fantastique | Meilleur film d'horreur |
| - Everything Everywhere All at Once - Cruella - Les Animaux fantastiques : Les Secrets de Dumbledore - SOS Fantômes : L'Héritage - The Green Knight - Un talent en or massif | - Black Phone - Last Night in Soho - La Proie d'une ombre - Sans un bruit 2 - Scream - X |
| Meilleur film d'action ou d'aventure | Meilleur thriller |
| - Top Gun: Maverick - Mort sur le Nil - Fast and Furious 9 - Mourir peut attendre - RRR - West Side Story | - Nightmare Alley - Ambulance - The Northman - Old - The Outfit - Pig |
| Meilleure réalisation | Meilleur scénario |
| - Matt Reeves – The Batman - Guillermo del Toro – Nightmare Alley - Joseph Kosinski – Top Gun: Maverick - Jordan Peele – Nope - S. S. Rajamouli – RRR - Steven Spielberg – West Side Story - Jon Watts – Spider-Man: No Way Home                                                                                       | - Guillermo del Toro et Kim Morgan – Nightmare Alley - Scott Derrickson et Scott Derrickson – Black Phone - Daniel Kwan et Daniel Scheinert – Everything Everywhere All at Once - Chris McKenna et Erik Sommers – Spider-Man: No Way Home - Jordan Peele – Nope - Matt Reeves et Peter Craig – The Batman - James Vanderbilt et Guy Busick – Scream                                                                                                |
| Meilleur acteur | Meilleure actrice |
| - Tom Cruise – Top Gun: Maverick - Timothée Chalamet – Dune - Idris Elba – The Suicide Squad - Tom Holland – Spider-Man: No Way Home - Daniel Kaluuya – Nope - Simu Liu – Shang-Chi et la Légende des Dix Anneaux - Robert Pattinson – The Batman                                                                      | - Michelle Yeoh – Everything Everywhere All at Once - Cate Blanchett – Nightmare Alley - Emily Blunt – Sans un bruit 2 - Zoë Kravitz – The Batman - Keke Palmer – Nope - Emma Stone – Cruella - Zendaya – Spider-Man: No Way Home |
| Meilleur acteur dans un second rôle | Meilleure actrice dans un second rôle |
| - Ke Huy Quan – Everything Everywhere All at Once - Paul Dano – The Batman - Colin Farrell – The Batman - Ethan Hawke – Black Phone - Richard Jenkins – Nightmare Alley - Alfred Molina – Spider-Man: No Way Home - Benedict Wong - Doctor Strange in the Multiverse of Madness                                        | - Awkwafina – Shang-Chi et la Légende des Dix Anneaux - Carrie Coon – SOS Fantômes : L'Héritage - Jodie Comer – Free Guy - Viola Davis – The Suicide Squad - Stephanie Hsu – Everything Everywhere All at Once - Diana Rigg – Last Night in Soho - Marisa Tomei – Spider-Man: No Way Home |
| Meilleur(e) jeune acteur / actrice | Meilleure décors |
| - Finn Wolfhard – SOS Fantômes : L'Héritage - Noah Jupe – Sans un bruit 2 - Madeleine McGraw – Black Phone - Millicent Simmonds – Sans un bruit 2 - Mason Thames – Black Phone - Jacob Tremblay – Luca | - Tamara Deverell – Nightmare Alley - Sue Chan – Shang-Chi et la Légende des Dix Anneaux - James Chinlund (en) – The Batman - Fiona Crombie – Cruella - Patrice Vermette – Dune - Jason Kisvarday – Everything Everywhere All at Once |
| Meilleur montage | Meilleure musique |
| - Eddie Hamilton – Top Gun: Maverick - Jeffrey Ford et Leigh Folsom Boyd – Spider-Man: No Way Home - William Hoy et Tyler Nelson – The Batman - Cam McLauchlin – Nightmare Alley - Nicholas Monsour – Nope - Paul Rogers - Everything Everywhere All at Once - Pietro Scalia, Doug Brandt et Calvin Wimmer - Ambulance | - Danny Elfman – Doctor Strange in the Multiverse of Madness - Michael Abels – Nope - Nicholas Britell – Cruella - Michael Giacchino - The Batman - Nathan Johnson – Nightmare Alley - Howard Shore – Les Crimes du futur - Joel P. West - Shang-Chi et la Légende des Dix Anneaux |
| Meilleurs costumes | Meilleur maquillage |
| - Jacqueline Durran , David Crossman et Glyn Dillon – The Batman - Kym Barrett – Shang-Chi et la Légende des Dix Anneaux - Jenny Beavan – Cruella - Bob Morgan et Jacqueline West – Dune - Mayes C. Rubeo – Thor: Love and Thunder - Luis Sequeira – Nightmare Alley - Sammy Sheldon - Les Éternels                    | - Love Larson, Donald Mowat et Eva von Bahr - Dune - Ozzy Alvarez, Victoria Down, Kevin Kirkpatrick et Justin Raleigh – Army of the Dead - Alexandra Anger, Monica Pavez et Evi Zafiropoulou – Les Crimes du futur - Naomi Donne et Mike Marino – The Batman - Greg Funk, Brian Sipe et Heba Thorisdottir – The Suicide Squad - Mike Hill, Jo-Ann MacNeil et Megan Many – Nightmare Alley - Adam Johansen et Matteo Silvi – Thor: Love and Thunder |
| Meilleurs effets visuels/effets spéciaux | Meilleur film indépendant |
| - Godzilla vs Kong - Doctor Strange in the Multiverse of Madness - SOS Fantômes : L'Héritage - Spider-Man: No Way Home - Shang-Chi et la Légende des Dix Anneaux - Top Gun: Maverick - Jurassic World : Le Monde d'après – David Vickery                                                                               | - Dual - Encounter - Alice : De l'esclavage à la liberté - Dream Horse - Gold - Mass - Watcher |
| Meilleur film international | Meilleur film d'animation |
| - RRR - Downton Abbey 2 : Une nouvelle ère - Border - Eiffel - I'm Your Man - Riders of Justice - Silent Night | - Marcel the Shell with Shoes On - La Famille Addams 2 : Une virée d'enfer - Encanto : La Fantastique Famille Madrigal - Buzz l'Éclair - Luca - Les Minions 2 : Il était une fois Gru |

### Télévision
| Meilleure série de science fiction | Meilleure série fantastique |
| --- | --- |
| - Superman et Loïs - Flash - The Man Who Fell to Earth - Resident Alien - Supergirl - Westworld | - Shining Vale - Doctor Who - Ghosts - La Brea - Riverdale - Stargirl |
| Meilleure série d'horreur | Meilleure série d'action ou thriller |
| - The Walking Dead - Saison 10 d'American Horror Story - Chucky - Fear the Walking Dead - From - What We Do in the Shadows | - Better Call Saul - Big Sky - Blacklist - Dark Winds - Dexter: New Blood - Outlander - Yellowjackets |
| Meilleur acteur de télévision | Meilleure actrice de télévision |
| - Bob Odenkirk - Better Call Saul - Colman Domingo - Fear the Walking Dead - Chiwetel Ejiofor - The Man Who Fell to Earth - Michael C. Hall - Dexter: New Blood - Sam Heughan – Outlander - Tyler Hoechlin – Superman et Loïs - Harold Perrineau – From         | - Rhea Seehorn - Better Call Saul - Caitriona Balfe – Outlander - Kylie Bunbury - Big Sky - Courteney Cox – Shining Vale - Melanie Lynskey - Yellowjackets - Rose McIver – Ghosts - Elizabeth Tulloch - Superman et Loïs                   |
| Meilleur acteur de télévision dans un second rôle | Meilleure actrice de télévision dans un second rôle |
| - Jonathan Banks - Better Call Saul - Tony Dalton – Better Call Saul - Patrick Fabian - Better Call Saul - Harvey Guillén - What We Do in the Shadows - Brandon Scott Jones - Ghosts - Michael Mando - Better Call Saul - Michael James Shaw - The Walking Dead | - Lauren Cohan - The Walking Dead - Emmanuelle Chriqui – Superman et Loïs - Janina Gavankar - Big Sky - Julia Jones - Dexter: New Blood - Melissa McBride – The Walking Dead - Danielle Panabaker – The Flash - Sophie Skelton - Outlander |
| Meilleur jeune acteur de télévision | Meilleur artiste invité |
| - Brec Bassinger - Stargirl - Jack Alcott - Dexter: New Blood - Zackary Arthur – Chucky - Gus Birney - Shining Vale - Jordan Elsass – Superman et Loïs - Alex Garfin – Superman et Loïs                                                                         | - Jennifer Tilly - Chucky - Michael Biehn - The Walking Dead - Rachael Harris Ghosts - Jesse James Keitel - Big Sky - Jeffrey Dean Morgan – The Walking Dead - Fisher Stevens - Blacklist - Aisha Tyler - Fear the Walking Dead            |

### Streaming
| Meilleure série de science fiction en streaming | Meilleure série fantastique en streaming |
| --- | --- |
| - Star Trek: Strange New Worlds - The Expanse - For All Mankind - The Mandalorian - The Orville - Perdus dans l'espace - Star Trek: Discovery                                                                                           | - Loki - Poupée russe - Schmigadoon! - WandaVision - La Roue du temps - The Witcher |
| Meilleure série d'horreur ou thriller en streaming | Meilleure série d'action ou d'aventure en streaming |
| - Stranger Things - Creepshow - Evil - Servant - Severance - Squid Game | - The Boys - Bosch: Legacy - Cobra Kai - Leverage: Redemption - Peacemaker - Reacher - Umbrella Academy |
| Meilleure série animée en streaming | Meilleur téléfilm en streaming |
| - Star Wars: The Bad Batch - Arcane - Blade Runner: Black Lotus - The Boys présentent : Les Diaboliques - Invincible - Star Trek: Lower Decks - What If...?                                                                             | - Obi-Wan Kenobi - Le Livre de Boba Fett - Hawkeye - Sermons de minuit - Moon Knight - Miss Marvel |
| Meilleur acteur d'un programme en streaming | Meilleure actrice de série en streaming |
| - Oscar Isaac - Moon Knight - Tom Hiddleston - Loki - Anthony Mackie - Falcon et le Soldat de l'hiver - Ewan McGregor - Obi-Wan Kenobi - Anson Mount – Star Trek: Strange New Worlds - Adam Scott – Severance - Antony Starr – The Boys | - Ming-Na Wen - Le Livre de Boba Fett - Millie Bobby Brown – Stranger Things - Britt Lower - Severance - Erin Moriarty – The Boys - Elizabeth Olsen - WandaVision - Beth Riesgraf – Leverage: Redemption - Kate Siegel - Sermons de minuit       |
| Meilleur acteur dans un second rôle dans un programme en streaming | Meilleure actrice dans un second rôle dans un programme en streaming |
| - Elliot Page - Umbrella Academy - Zach Cherry - Severance - Ethan Hawke - Moon Knight - Joel Kinnaman - For All Mankind - Ethan Peck – Star Trek: Strange New Worlds - Joseph Quinn – Stranger Things - John Turturro – Severance      | - Moses Ingram - Obi-Wan Kenobi - Patricia Arquette – Severance - Danielle Brooks - Peacemaker - Jess Bush – Star Trek: Strange New Worlds - Nell Tiger Free - Servant - Kathryn Hahn – WandaVision - Aleyse Shannon (en) - Leverage: Redemption |
| Meilleur jeune acteur dans un programme en streaming | Meilleur artiste invité dans un programme en streaming |
| - Iman Vellani – Miss Marvel - Vivien Lyra Blair - Obi-Wan Kenobi - Maxwell Jenkins - Perdus dans l'espace - Gaten Matarazzo - Stranger Things - Sadie Sink – Stranger Things - Hailee Steinfeld – Hawkeye                              | - Hayden Christensen – Obi-Wan Kenobi - Jensen Ackles – The Boys - LeVar Burton - Leverage: Redemption - Tony Dalton - Hawkeye - Rosario Dawson – The Mandalorian - Robert Englund - Stranger Things - Jonathan Majors - Loki                    |